# Water for Firefighting

Water for Firefighting est un film d'animation de John Halas réalisé au Royaume-Uni en 1948.
Commandité par le Home Office (Ministère de l'Intérieur), ce film à visée didactique n'a pas été projeté en salles et n'était pas destiné à l'être. 
C'est seulement en 1954 que John Halas et son épouse Joy Batchelor aborderont le long métrage d'animation de fiction, avec La Ferme des animaux, d'après George Orwell.

## Synopsis
Résolument pédagogique, le film est destiné à la formation des pompiers. Comme dans Handling Ships, les explications les plus complexes sont mises en scène à l'aide de schémas et de maquettes en trois dimensions et, ici, astucieusement amenées par un système de questions-réponses.

## Fiche technique
- Réalisation : John Halas et Alan Crick
- Scénario : Alan Crick et Bob Privett
- Production : Halas and Batchelor Cartoon Films et Home Office
- Durée : 60 minutes
- Couleurs : Technicolor